# Campionati mondiali di pallacanestro 3x3 2014
I campionati mondiali di pallacanestro 3x3 2014 (ufficialmente, in inglese, 2014 FIBA 3x3 World Championships) sono stati la seconda edizione della competizione internazionale co-organizzata dalla FIBA. È stata ospitata dalla Russia, si è tenuta dal 5 all'8 giugno 2014 nello Stadio Lužniki di Mosca.
Ai Mondiali partecipavano un totale di 48 selezioni nazionali, divise tra torneo maschile e femminile. I vincitori sono stati la Nazionale del Qatar tra gli uomini e degli Stati Uniti tra le donne.

## Medagliere
| Categoria | Oro         | Argento | Bronzo |
| Uomini    | Qatar       | Serbia  | Russia |
| Donne     | Stati Uniti | Russia  | Belgio |

## Squadre partecipanti

### Uomini
| Gruppi A - Polonia - Germania - Stati Uniti - Paesi Bassi - Rep. Ceca - Tunisia | Gruppi B - Romania - Lituania - Russia - Venezuela - Argentina - Qatar | Gruppi C - Brasile - Turchia - Estonia - Uruguay - Nuova Zelanda - Porto Rico | Gruppi D - Slovenia - Serbia - Giappone - Croazia - Indonesia - Cina |

### Donne
| Gruppi A - Romania - Svizzera - Uruguay - Belgio - Italia - Siria | Gruppi B - Andorra - Francia - Cina - Uganda - Indonesia - Russia | Gruppi C - Rep. Ceca - Germania - Paesi Bassi - Estonia - Thailandia - Tunisia | Gruppi D - Spagna - Brasile - Stati Uniti - Ungheria - Ucraina - Argentina |